# Județul Roman (interbelic)
Județul Roman a fost o unitate administrativă de ordinul întâi din Regatul României, aflată în regiunea istorică Moldova. Reședința județului era orașul Roman.

## Întindere

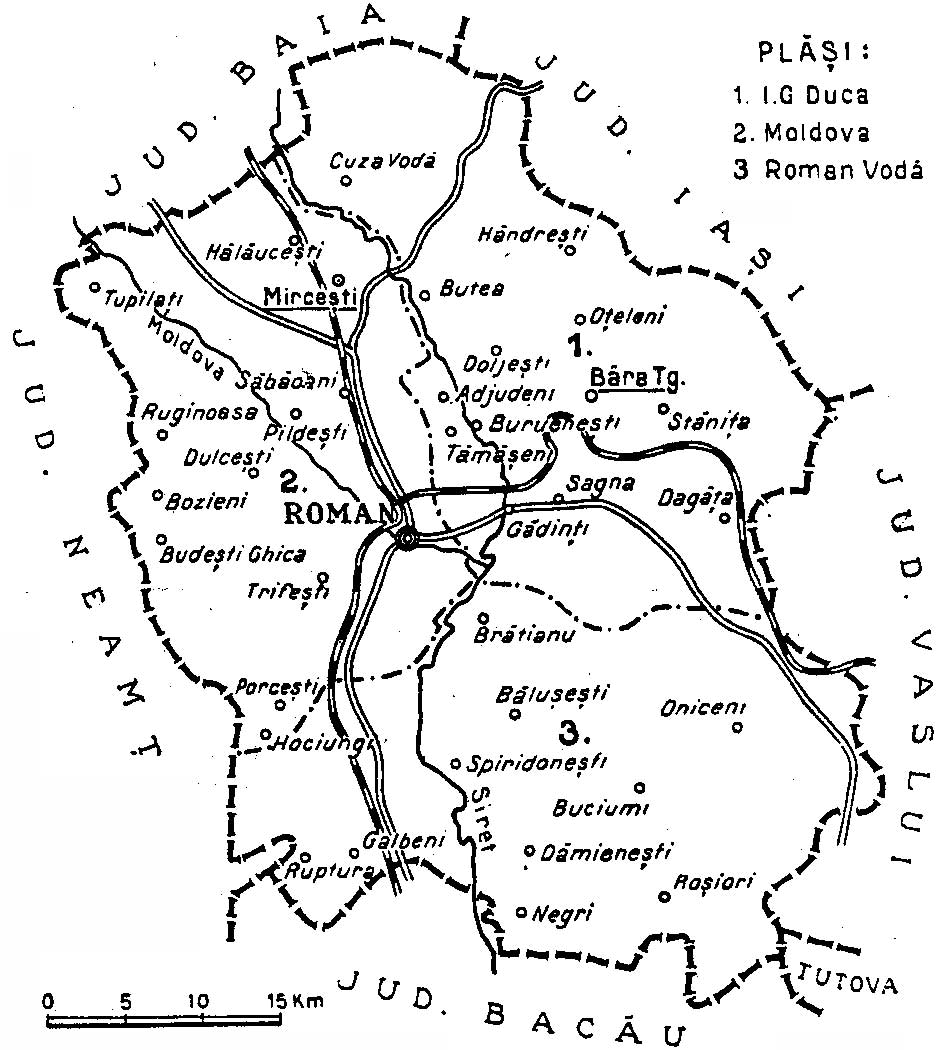
Harta județului, cu dispunerea și denumirea plășilor, în anul 1938.

Județul se afla în partea central-nord-estică a României Mari, în centrul regiunii Moldova. Astăzi teritoriul fostului județ se împarte între județele Neamț, Bacău și Iași. Județul se învecina la nord cu județul Baia, la est cu județele Iași și Vaslui, la sud cu județul Bacău, iar la vest cu județul Neamț.
Ținutul Romanului a fost menționat în documente la 16 septembrie 1408, fiind astfel primul ținut atestat din Moldova.

## Organizare
În anul 1930 județul Roman avea doar două plăși:
1. Plasa Miron Costin și
2. Plasa Roman Vodă.

Ulterior, plasa Miron Costin a mai fost împărțită în alte două plăși:
1. Plasa I.G. Duca și
2. Plasa Moldova.

## Populație
Conform datelor recensământului din 1930 județul număra 151.550 de locuitori, dintre care 90,7% români, 4,7% evrei, 2,3% țigani, 1,4% maghiari ș.a. Din punct de vedere confesional populația era alcătuită din 73,2% ortodocși, 21,4% romano-catolici, 4,9% mozaici ș.a.

### Mediul urban
Populația urbană era formată din 71,9% români, 20,6% evrei, 2,1% țigani, 1,4% germani, 1,3% maghiari ș.a. Din punct de vedere confesional populația orașelor era alcătuită din 73,8% ortodocși, 20,9% mozaici, 3,7% romano-catolici ș.a.